# Noonu
Noonu är en administrativ atoll i Maldiverna. Den ligger i den norra delen av landet, den administrativa centralorten Manadhoo ligger 175 km norr om huvudstaden Malé. Antalet invånare vid folkräkningen 2014 var 11 229.
Den administrativa atollen består geografiskt av 71 öar spridda över den södra delen av Miladhunmadulu atoll. 
Det finns 13 bebodda öar: Fodhdhoo, Henbadhoo, Holhudhoo, Kendhikulhudhoo, Kudafari, Landhoo, Lhohi, Maafaru, Maalhendhoo, Magoodhoo, Manadhoo, Miladhoo och Velidhoo.
På flera obebodda öar finns turistanläggningar, bland annat på ön Randheli.